# Кусанац
Кусанац (арм. Կուսանաց անապատ; также известный как Кусанац пустынь и Сурб Ацвацацин) — армянский монастырь XII века в Кельбаджарском районе Азербайджана, примерно в 3 км к северо—западу от монастыря Дадиванк, на правом берегу реки Тертер. 

## История
Впервые монастырь был изучен в 1986 году архитектором Манвелом Саркисяном, составившим предварительный план монастыря, а затем его кратко изучила экспедиция археолога Акопа Симоняна. Церковь не пострадала во время Карабахских войн. С 1993 года находился под контролем армянских сил и входил в состав Шаумяновского района непризнанной Нагорно-Карабахской Республики. После того, как Кельбаджарский район в 2020 году был возвращён под контроль Азербайджана, о памятнике нет никакой информации.
Надпись, вырезанная на западной стене здания, доказывает, что оно было построено в 1174 году. По словам эксперта—памятника Самвела Карапетяна, перед церковью до 1989 года рядом стояли два хачкара. После того, как Кельбаджарский район в апреле 1993 года перешёл под контроль армянских сил, этих хачкаров, согласно армянским источникам, не было, но известны надписи на них. В районе памятника также зафиксировано несколько разбросанных, разбитых и смещенных хачкаров.

## Устройство монастыря
Судя по плану, комплекс состоит из небольшой однонефной церкви и пристроенного к ней с запада прямоугольного притвора. Единственный вход находится с западной стороны. Комплекс сложен из грубых крупных и мелких камней на известковом растворе, как и большинство памятников Карвачараа. Часовня представляет собой однонефный зал с полуцилиндрическим нефом внутри и остроконечной крышей снаружи.
В группу памятников входят 4 здания, примыкающие друг к другу в направлении восток—запад. Два здания представляют собой небольшие церкви, одно представляет собой портик, а другое представляет собой притвор, примыкающий к портику.

## Галерея

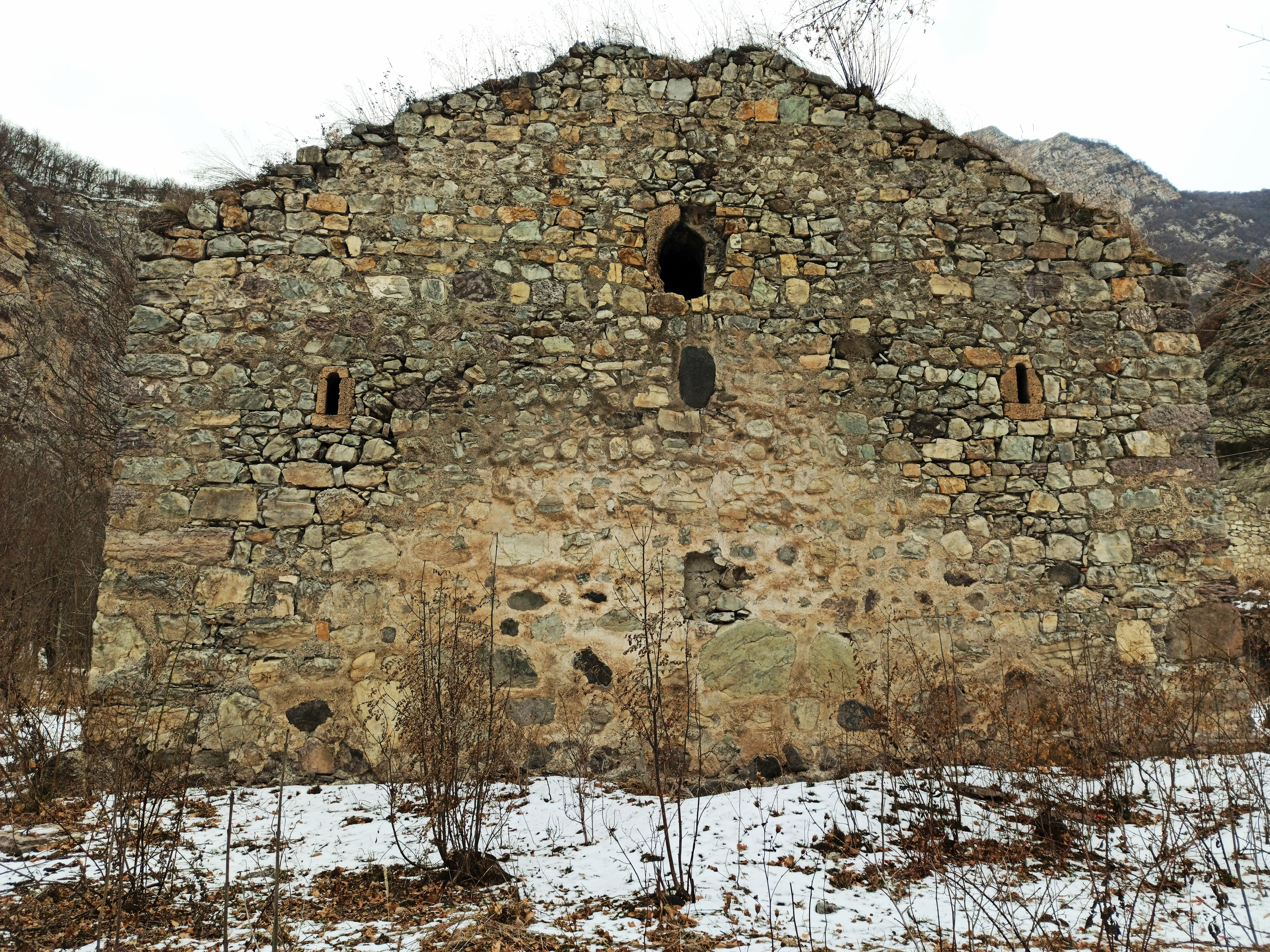
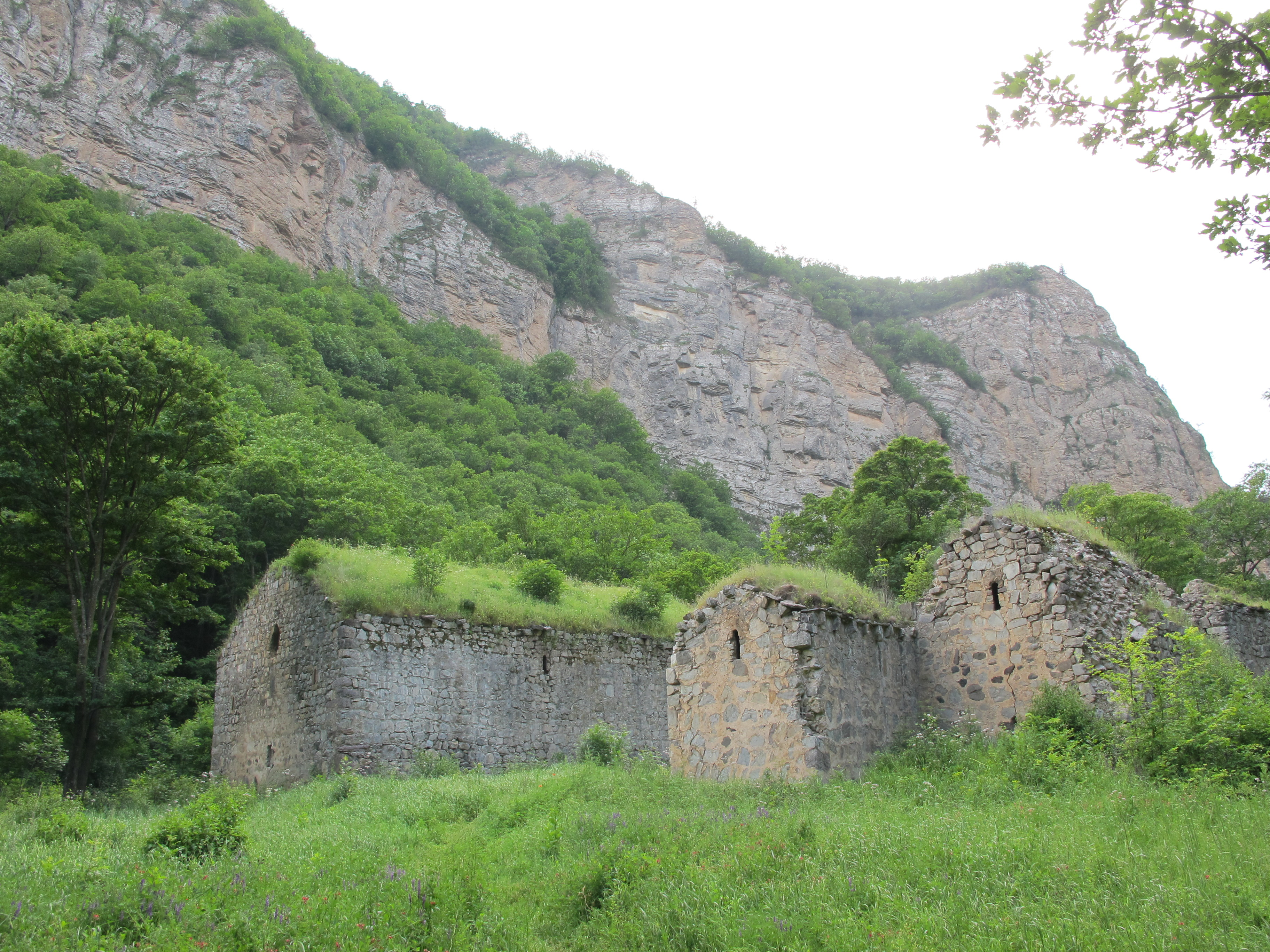
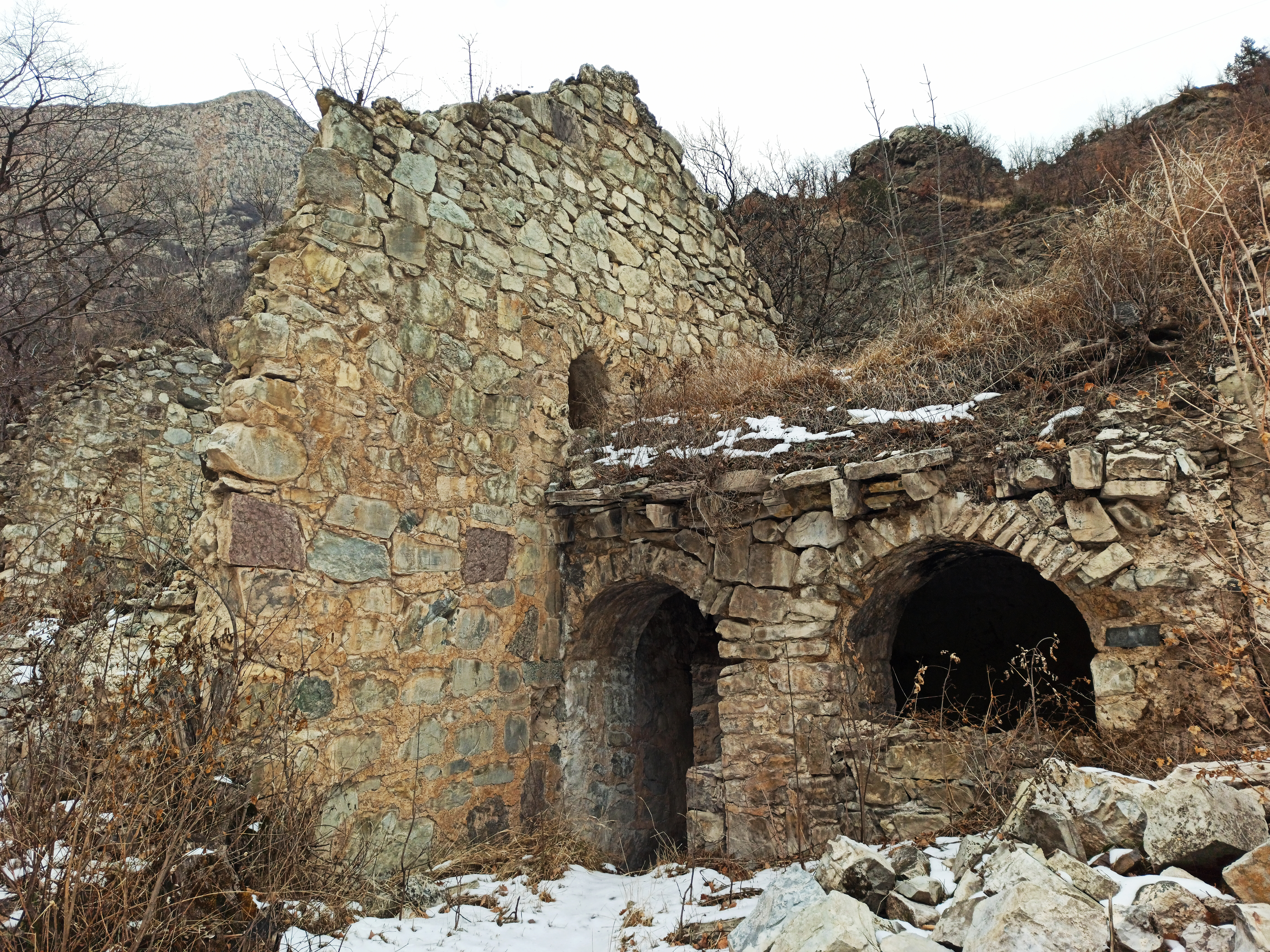
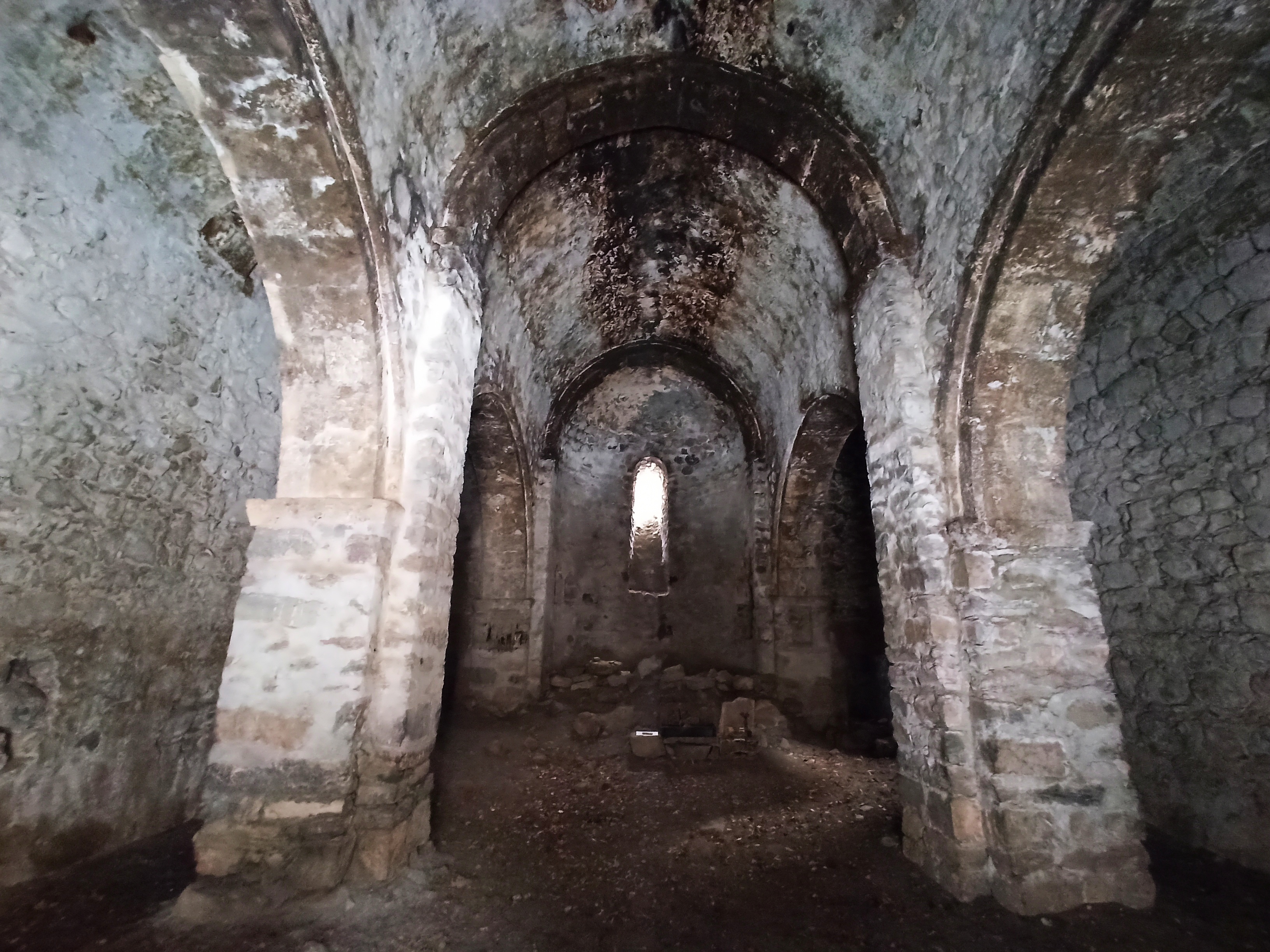
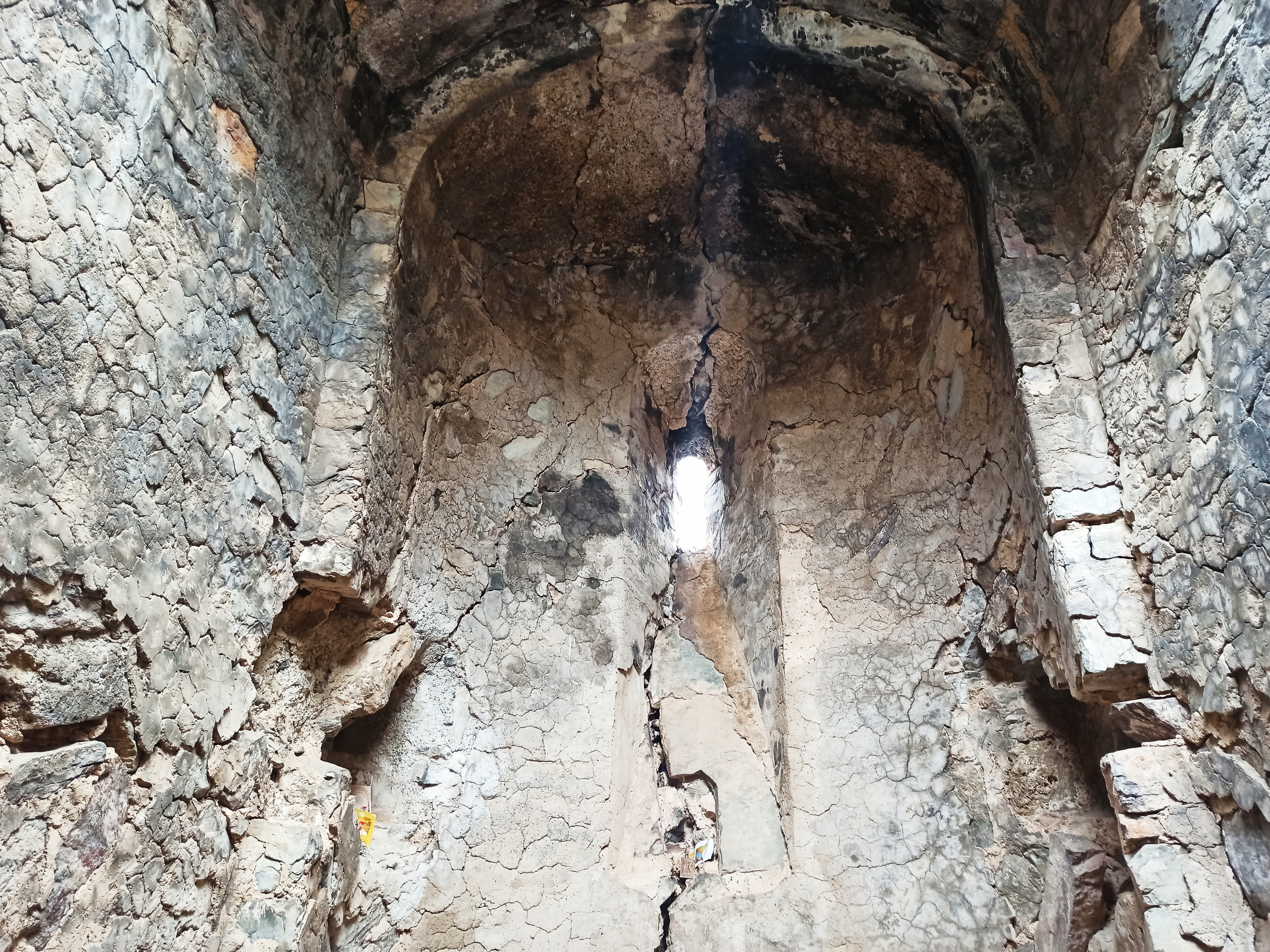
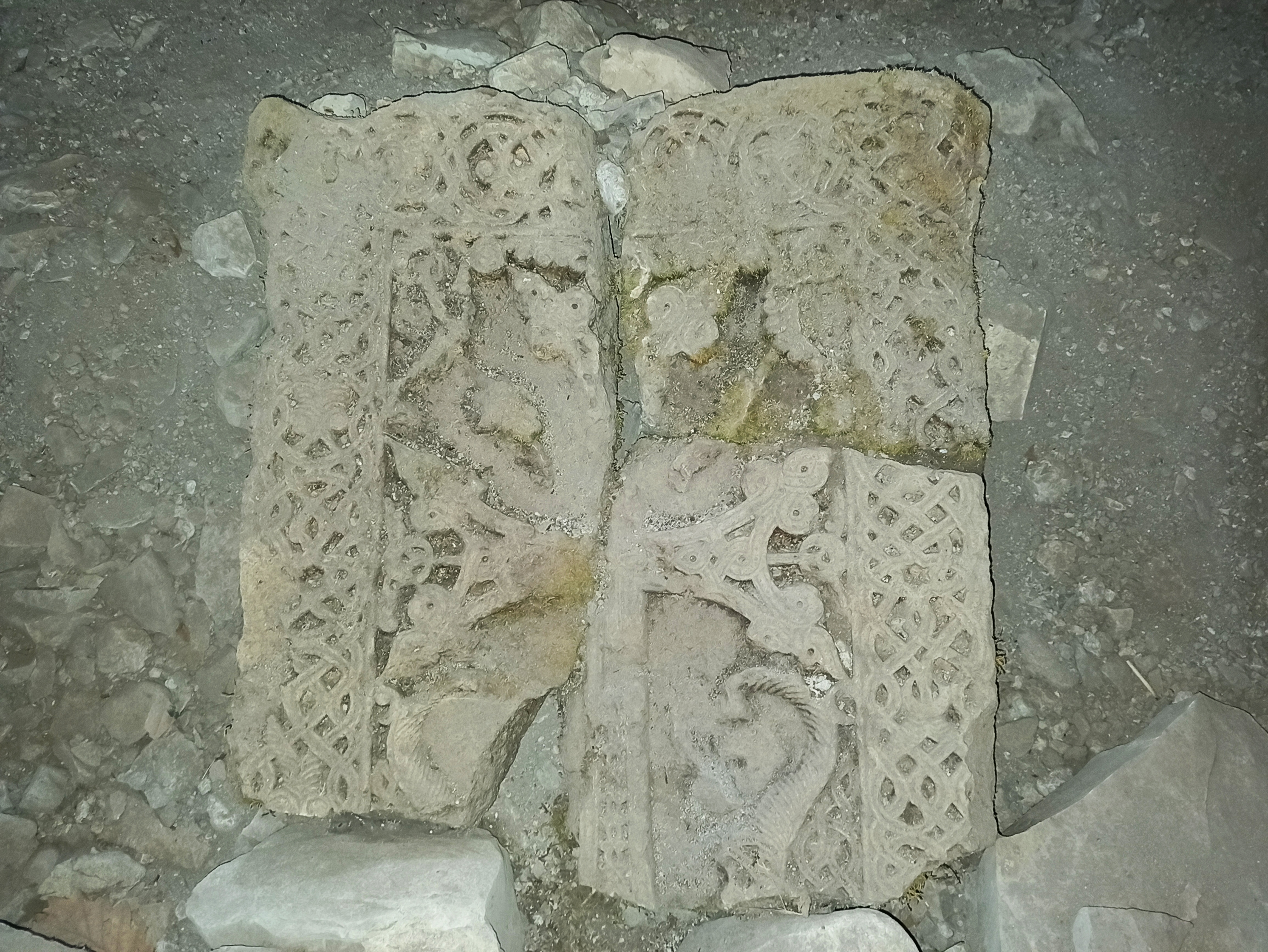
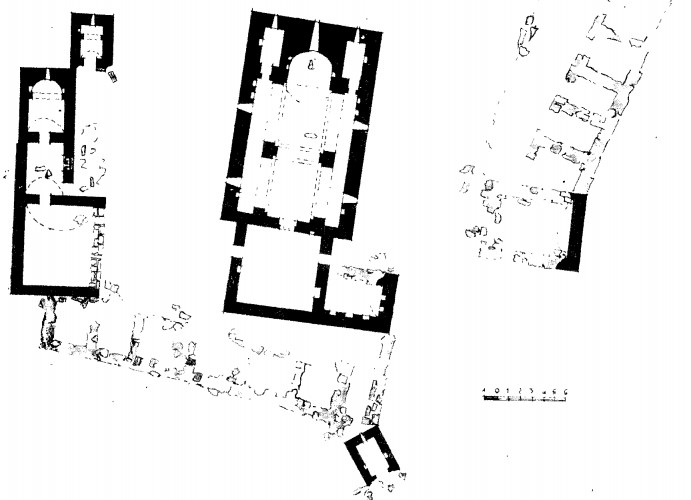